# Marco Pascolo
Marco Pascolo est un footballeur international suisse né le 9 mai 1966 à Sion. Il évoluait au poste de gardien de but. Depuis 2012, il est l'entraîneur des gardiens au Suisse espoirs.

## Biographie
Marco Pascolo fut le gardien titulaire de l'équipe de Suisse lors de la Coupe du monde 1994 aux États-Unis et lors de l'Euro 1996 en Angleterre. En club il évolua principalement dans son pays, au Servette FC et au FC Zurich notamment. Ses deux expériences à l'étranger à Cagliari et Nottingham Forest.

## Palmarès

### En club
- Champion de Suisse en 1994 avec le Servette Genève
- Vainqueur de la coupe de Suisse en 2000 avec le FC Zurich

### En équipe de Suisse
- 55 sélections entre 1992 et 2001
- Participation à la Coupe du Monde en 1994 (1/8 de finaliste)
- Participation au Championnat d'Europe des Nations en 1996 (Premier Tour)